# Ici C Babi – C’est doux mais c’est risqué
Pour plus de détails, voir Fiche technique et Distribution.
Ici C Babi, c’est doux mais c’est risqué est une série télévisée du réalisateur ivoirien Boris Oué. Cette série est une idée originale de l'entrepreneur Charly Kodjo, fondateur de la société de production audiovisuelle Instant2Vie, située dans la ville d'Abidjan,.

## Historique de la série
« Ici C Babi, c’est doux mais c’est risqué », de Boris Oué, est une série fiction télévisée ivoirienne produite en 2022 et composée de 40 épisodes de 13 minutes chacun. Elle est sélectionnée au 28e Festival panafricain du cinéma et de la télévision de Ouagadougou (Fespaco), dans la catégorie « Série Télévision ».
La série a reçu une distinction spéciale du jury lors de la 28e édition du Fespaco, le 4 mars 2023. 

## Fiche technique
- Titre : Ici C Babi, c’est doux mais c’est risqué
- Image : Boris Oué, Sam Moustapha
- Scénario : Boris Oué, Gauz[6],[3], Fatim Diaby[7]
- Musique originale : Thomas Ola
- Année de production : 2022
- Son : Jalak El Guermai
- Pays : Côte d’Ivoire[8],[6]– France
- Production : Instant2Vie Studio[8] – TV5Monde
- Diffusion : TV5Monde / RTI

## Synopsis
Cette collection de 40 épisodes, d'une durée de 13 minutes chacun, met en scène la vie de cinq individus : Agnès, Estelle, Kader, Fousseni et Kévin,. Ces profils, avec leurs parcours et expériences uniques, offrent une représentation multiforme de la ville de Babi. Malgré leurs classes sociales diverses, ils incarnent à la fois l’essence des Babi en tant qu’individus et l’esprit collectif de la ville. Alors que chaque personnage est confronté à ses propres défis, leurs chemins s’entrelacent de manière inattendue. Agnès, une aspirante politicienne qui rêve de présidence, est déterminée à éradiquer les problèmes socio-économiques dont souffrent Kader et Fousseni, deux frères issus de quartiers pauvres. La ferveur avec laquelle la blogueuse Estelle promeut l'identité noire à travers la mode reflète l'engagement inébranlable de Kader à développer un savon qui s'attaque à la dépigmentation en Afrique. Dans un premier temps, Kader rejette les idéaux d'Estelle, ignorant que Babi s'efforce de les rapprocher grâce au pouvoir de l'amour.

## Distinction
- 4 mars 2023 – Mention spéciale du jury, lors de la 28e édition du Fespaco[5],[9].
- 26 février 2024 - Meilleure série francophone du sud à la 29e édition des Lauriers de l’Audiovisuel[10],[3].